# Hide and Seek (musikalbum)
Hide and Seek är det femte studioalbumet av det kanadensiska synthrockbandet The Birthday Massacre, utgivet den 9 oktober 2012 på Metropolis Records.
Under inspelningsprocessen hade sångerskan Chibi utvecklat polyper, vilket påverkade hennes röst.

## Låtlista
Alla låtar är skrivna och komponerade av The Birthday Massacre, med undantag där det finns notis. 
| Nr  | Titel                                                     | Längd |
| --- | --------------------------------------------------------- | ----- |
| 1.  | Leaving Tonight                                           | 3:29  |
| 2.  | Down                                                      | 3:47  |
| 3.  | Play With Fire (skriven tillsammans med Aaron Cunningham) | 3:47  |
| 4.  | Need                                                      | 3:31  |
| 5.  | Calling                                                   | 3:31  |
| 6.  | Alibis                                                    | 3:28  |
| 7.  | One Promise                                               | 3:56  |
| 8.  | In this Moment                                            | 4:33  |
| 9.  | Cover My Eyes                                             | 3:21  |
| 10. | The Long Way Home                                         | 2:16  |

Noter
- "Calling" innehåller delar av "God Given" av Nine Inch Nails.
- En introduktionslåt till albumet, "The Night Shift", har också släppts.

## Medverkande
The Birthday Massacre
- Chibi – sång
- Rainbow – kompgitarr
- Michael Falcore – sologitarr
- Nate Manor – bas
- Rhim – trummor
- Owen – keyboard

Övrig produktion
- Dave "Rave" Ogilvie – mixning
- Kevin James Maher – programmering